# توماس هيندمان
توماس كارمايكل هيندمان الابن (28 يناير 1828 – 28 سبتمبر 1868). كان محاميًا وسياسيًا وضابطًا رفيع المستوى في جيش الولايات الكونفدرالية خلال الحرب الأهلية الأمريكية. ولد في نوكسفيل، بولاية تينيسي، وانتقل لاحقًا إلى ولاية ميسيسيبي، وانخرط في مجال السياسة. بعد خدمة هيندمان في الحرب الأمريكية المكسيكية بين عامي 1846 و1848، مارس القانون وانتخب سنة 1853 في مجلس نواب ولاية ميسيسيبي. بعد انتهاء ولايته سنة 1854، انتقل إلى هيلينا في ولاية أركنساس، حيث كانت هناك فرص أكبر لطموحاته السياسية.
سرعان ما تحول إلى زعيم سياسي في أركنساس، عارض هيندمان «حزب لا أدري» وعائلة كونواي جونسون الحاكمة. بعد انتخابه لعضوية مجلس النواب في الولايات المتحدة في عام 1858، أيّد العبودية (وكان هو نفسه من أصحاب العبيد) والانفصال. بمجرد أن بدأت الحرب الأهلية الأميركية في عام 1861، وانفصال أركنساس، انضم هيندمان إلى جيش الولايات الكونفدرالية، فتولى أولًا قيادة فوج المشاة الثاني في أركنساس، ثم لواءً، ثم فرقة خاصة في معركة شيلوه في إبريل 1862؛ أصيب خلال المعركة.
بعد شيلوه، رقي هيندمان إلى رتبة فريق أول، وأرسل إلى قسم ترانس ميسيسيبي، ليقود ولايات أركنساس، وميسوري، والمقاطعة الهندية، وجزء من لويزيانا. باعتباره قائد المنطقة، كانت سياسات هيندمان موضع تساؤل قانوني في بعض الأحيان وغير شعبية، على الرغم من نجاحها في بناء المقاطعة من دولة لا يمكن الدفاع عنها في الأساس. أدى الاحتجاج العام إلى إقالة هيندمان من قيادته الإقليمية. هزم في معركة «براري غروف» في ديسمبر. انتقل إلى جيش تينيسي في عام 1863، وقاد فرقة في معركة تشيكاموكا في سبتمبر، حيث أصيب من جديد. بعد شفائه، قاد فرقة خلال المراحل الأولى من حملة أتلانتا، على الرغم من أنه كان يرغب في نقله إلى مكان آخر.
بعد التراجع الذي جرى بعد معركة جبل كينيساو في صيف سنة 1864، عانى هيندمان إصابة في العين. وضع في إجازة، وسافر إلى تكساس مع أسرته. عندما انهارت الكونفدرالية في سنة 1865، هرب إلى المكسيك، ولكنه عاد إلى هيلينا في سنة 1867. باستئناف انخراطه في السياسة، عارض حكومة عصر إعادة الإعمار في ولاية أركنساس. أطلق على هيندمان الرصاص من قبل قاتل مجهول في منزله في وقت متأخر من يوم 27 سبتمبر عام 1868، وتوفي في الصباح التالي. قال هيندمان أن الدافع وراء إطلاق النار سياسي.

## نشأته
ولد توماس كارمايكل هيندمان الابن لتوماس سي. هيندمان وسالي هولت هيندمان في 28 يناير 1828. كان والداه من أصول إنجليزية واسكتلندية، خدم والده في الفرقة 39 من مشاة الولايات المتحدة خلال حرب عام 1812. ادعى أفراد العائلة أن توماس الأب هو أول ذكر أبيض يولد في نوكسفيل بولاية تينيسي. انتقل توماس الأب وسالي إلى مقاطعة ريا، ثم بعد ذلك أوك سبرينغز قبل العودة إلى نوكسفيل، حيث ولد توماس الابن، الطفل الخامس من بين ستة أطفال.
غالبًا ما سافر هيندمان الأكبر إلى ألاباما للعمل، ونقل عائلته إلى جاكسونفيل، ألاباما، سنة 1841. تعلق الكثير من عمله هناك بشعب شيروكي، الذي كسب ثقته، ما أدى في نهاية المطاف إلى تعيينه وكيلا هنديًا. تطلب عمله الكثير من السفر، بما في ذلك خلال عمليات التهجير القسرية لشعب شيروكي بما يعرف «بدرب الدموع» وكان ضابط عهدة حينها. نظرًا لكون والده بعيدًا عن البيت أغلب الوقت، وضعف التعليم في منطقة جاكسونفيل، أرسل توماس الأصغر إلى نيويورك ليعيش مع الأقرباء. التحق أخيرًا بمعهد لورينسفيل الكلاسيكي في نيوجيرسي. ركزت المهام الدراسية في لورينسفيل على قواعد اللغة الإنكليزية واليونانية واللاتينية الكلاسيكية، بالإضافة إلى الرياضيات والتاريخ. كان هناك أيضًا تشديد على المناقشة، والخطابة، والتعليم الديني. ربما كان هيندمان مشوشًا أثناء حضوره المدرسة.
تخرج توماس الابن في سنة 1843 بصفته خريجًا حاصلًا على أعلى تكريم أكاديمي. بعد قضاء بعض الوقت في نيويورك، انتقل هيندمان إلى ريبلي، ميسيسيبي، حيث انتقلت عائلته عندما كان في المدرسة. برز والده في مجال السياسة المحلية. في ميسيسيبي، زره هيندمان الابن القطن، ودرس القانون مع المحامي المحلي المعروف أورلاندو ديفيس. في سنة 1846، بدأت الحرب المكسيكية الأمريكية، وانخرطت مشاعر هيندمان في الحرب، آملًا في كسب المجد وإيمانًا منه بأن المكسيك أظلمت الولايات المتحدة.

## الحرب المكسيكية الأمريكية
بعد أن دعا الرئيس جيمس نوكس بولك الولايات إلى تقديم 50 ألف متطوع للحرب في عام 1846، صرح ألبرت جي براون حاكم ولاية ميسيسيبي بإنشاء عدد من الجماعات، متوقعًا أن يطلب من الولاية توفير وحدات متعددة. لكن عوضًا عن ذلك، تم تفويض ولاية ميسيسيبي لإنتاج وحدة واحدة فقط، «عسكر ميسيسيبي»، الأمر الذي أدى إلى عدم حصول العديد من المتطوعين المحتملين، بمن فيهن هيندمان، على فرصة للخدمة. لاحقًا، في شهر نوفمبر، بعد عدم استيفاء ولايات أخرى حصصها من الوحدات، سمح لمسيسيبي بوحدة مشاة ثانية، انضم إليها كل من هيندمان وشقيقه الأكبر روبرت. خدم توماس برتبة ملازم ثان في الوحدة، لكن روبرت خرج لأسباب طبية.
تم تدريب وحدة هيندمان، ميسيسيبي الثانية، في معسكر مكلونغ بالقرب من فيكسبيرغ، ميسيسيبي في يناير 1847، قبل نقلها إلى نيو أورلينز، لويزيانا. انتقلت الوحدة إلى مصب نهر ريو غراندي في أواخر شهر فبراير، بما في ذلك سالتيو وبوينا فيستا (بعد معركة بوينا فيستا). بجانب بعض الغارات البسيطة، لم تشهد الوحدة هجمات وعصف المرض بها. وفقًا للمؤرخ ويليام إل. شيا، خدم هيندمان باقتدار في دوره كضابط صغير في الفوج. تضمنت خدمته فترة عمل كمساعد بريد في مازافيل بين 26 أبريل ومايو 1848.

## العودة إلى ميسيسيبي
عاد فوج هيندمان إلى ميسيسيبي في وقت لاحق من عام 1848. في مايو 1849، قتل روبرت هيندمان على يد ويليام كلارك فالكنر خلال اشتباك. شعر فالكنر أن روبرت حاول منعه من الانضمام إلى أخوية «أبناء الاعتدال». ي المشاجرة، سحب روبرت مسدسًا أطلق به النار عن طريق الخطأ، فقام فالكنر بطعنه حتى الموت. تمت تبرئته، ليقتل لاحقًا صديقًا لعائلة هيندمان، ويحصل على براءة أخرى. أدت عمليات القتل إلى تبادل لإطلاق النار بين توماس الابن وفالكنر لم يسفر عن وقوع إصابات، وبالكاد تم تجنب حصول اشتباك.
انضم هيندمان نفسه إلى أخوية أبناء الاعتدال، وأصبح نشطًا في أوائل خمسينيات القرن التاسع عشر، وعمل «كاتب تسجيل» لدى الأخوية. بعد استكمال دراسته مع أورلاندو ديفيس، تم قبوله في نقابة المحامين في عام 1851، ولكنه وجد نفسه أكثر في السياسية. كان هناك تنازع سياسي كبير في ميسيسيبي أثناء انتخابات عام 1851 يدور حول ما إذا كان ينبغي السماح بالرق في الأراضي التي تم الفوز بها أثناء الحرب المكسيكية الأميركية. عمل هيندمان مندوبًا في مؤتمر للحزب الديمقراطي المحلي والاتفاقية الحكومية لفصيل الحزب الذي دعم توسيع نطاق الرق. في البداية، دعم هيندمان جون إيه. كويتمان في انتخابات مجلس المحافظين عام 1851، لكنه بدل ولاءه إلى جيفرسون ديفيس بعد انسحاب كويتمان.